# The Black Tulip (phim 2010)
Tulip đen (tiếng Anh: The Black Tulip) là một bộ phim tâm lý của đạo diễn Sonia Nassery Cole.

## Diễn viên
- Sonia Nassery Cole... Farishta Mansouri
- Haji Gul Aser... Hadar Mansouri
- Walid Amini... Akram Zabuli
- Somaia Razaya... Belkis Mansouri
- Jack Scalia... Đại tá Williams
- Edoardo Costa... Đại tá Tanelli
- Hosna Tanha... Bobo Jan
- Sayed Rahim Sayeedi... Majuba
- Basir Mujaheed... Amanullah
- Shafi Sahel... nhà thơ Afghen già
- Payenda Joyenda... Gul
- Sadaf Yarmal... Satara Mansouri

## Ê-kíp
- Nhà sản xuất: Latif Ahmadi, Evans Butterworth, Chris A.Cole, Sonia Nassery Cole, John Loeffler, Samir Rassoly
- Dựng phim: Dave McFarland
- Biên tập: Rebecca Grace, Chris Innis